# آلنا کانیشوا
آلنا کانیشوا (روسی: Алёна Дмитриевна Канышева؛ زادهٔ ۱۵ ژوئن ۲۰۰۵) اسکیت‌باز نمایشی است.